# Tim Kring
Richard Timothy "Tim" Kring (* 9. července 1957, El Dorado County, Kalifornie, Spojené státy americké) je americký scenárista a televizní producent. Má za sebou tvorbu tří televizních seriálů, jež se staly velmi úspěšnými: Strange World, Crossing Jordan a Hrdinové (Heroes). Vystudoval University of Southern California - USC School of Cinematic Arts roku 1983.
Začal jako scenárista u seriálu Knight Rider. Jeden z jeho předchozích projektů byl Misfits of Science, který je jako jeho pozdější projekt Hrdinové (Heroes), o lidech s nadpřirozenými schopnostmi. Jiný starší projekt byl Teen Wolf Too, napsaný spolu s Jephem Loebem. Oba poté vytvořili znovu tým, při spolupráci na Hrdinech.